# Station Cernay (Haut-Rhin)
Station Cernay is een spoorwegstation aan de spoorlijn Lutterbach - Kruth. Het staat in de Franse gemeente Cernay in het departement Haut-Rhin in de regio Elzas.

## Geschiedenis
Het station werd op 1 september 1839 geopend door de Compagnie du chemin de fer Mulhouse à Thann bij de opening van de sectie Mulhouse - Thann. Sinds 12 december 2010 wordt het station aangedaan door de Tram-Train Mulhouse-Vallée de la Thur. In de aanloop daarvan zijn de perrons vernieuwd en is het spoor tussen Lutterbach en Thann Saint-Jacques geëlektrificeerd.

## Ligging
Het station ligt op kilometerpunt 9,147 van de spoorlijn Lutterbach - Kruth.

## Diensten
Het station wordt aangedaan door de Tram-Train Mulhouse-Vallée de la Thur, welke station Thann Saint-Jacques met het station Mulhouse-Ville verbindt via het centrum van Mulhouse. Ook doen treinen van TER Alsace tussen Mulhouse-Ville en Kruth het station aan.